# Neivamyrmex angustinodis
Neivamyrmex angustinodis är en myrart som först beskrevs av Carlo Emery 1888.  Neivamyrmex angustinodis ingår i släktet Neivamyrmex och familjen myror. Inga underarter finns listade i Catalogue of Life.

## Bildgalleri

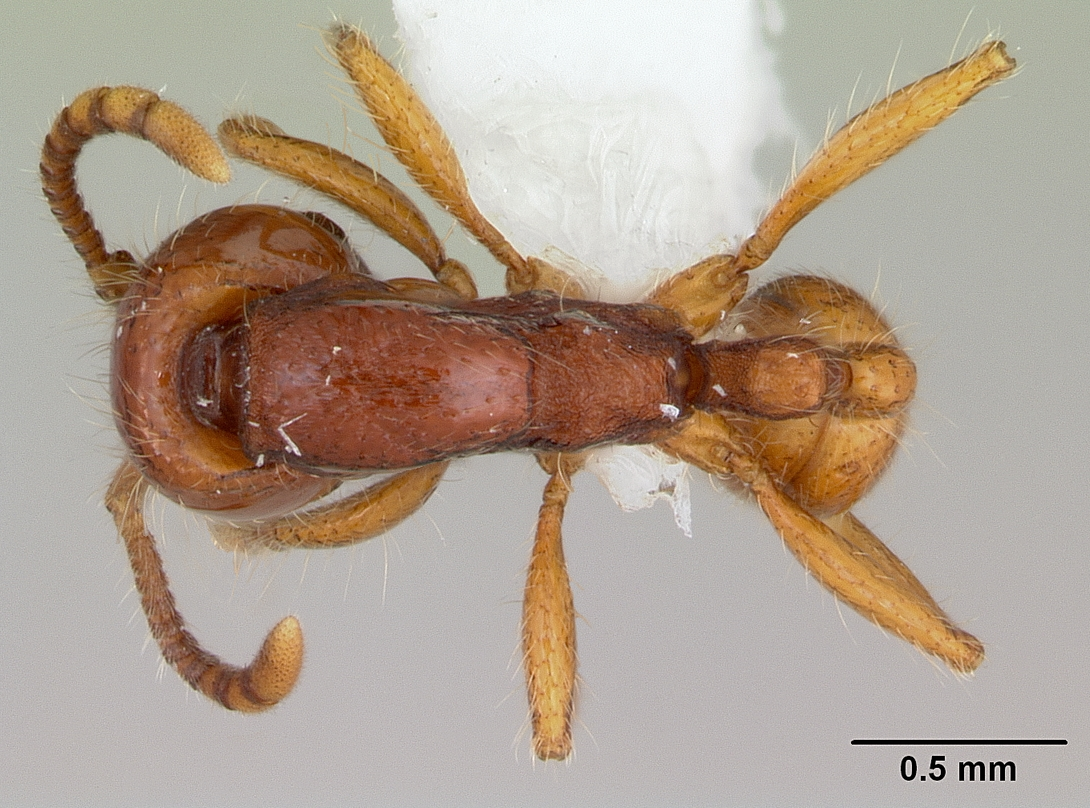
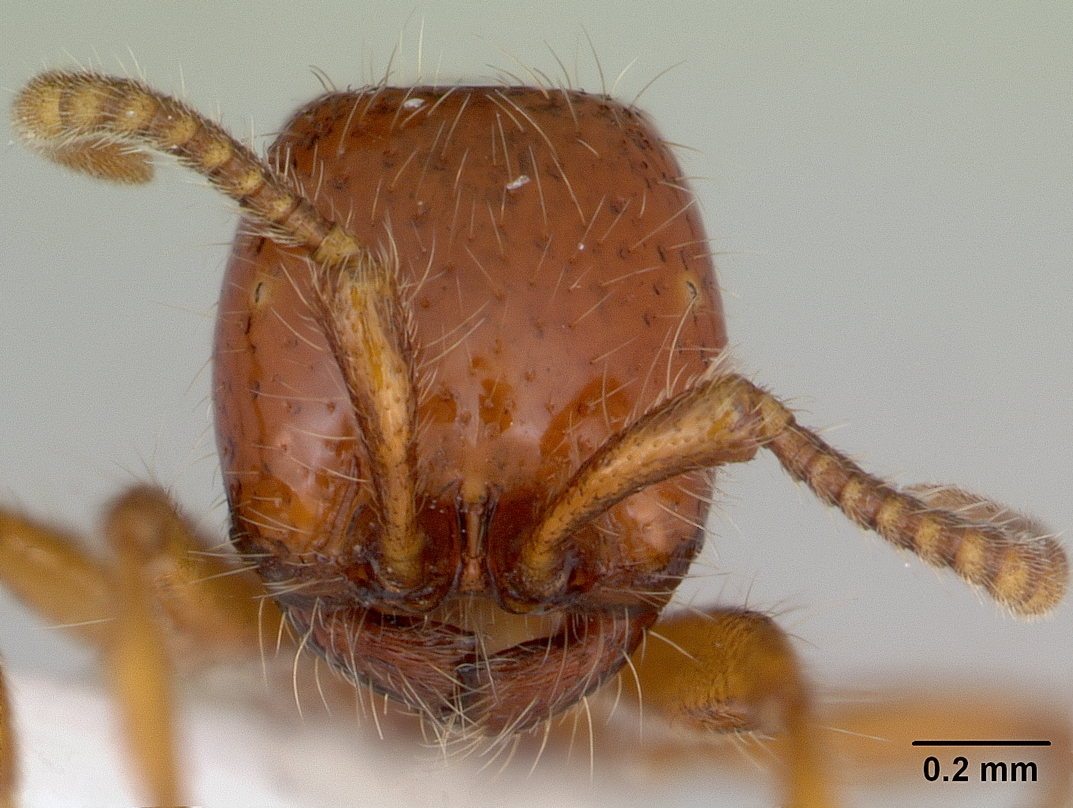
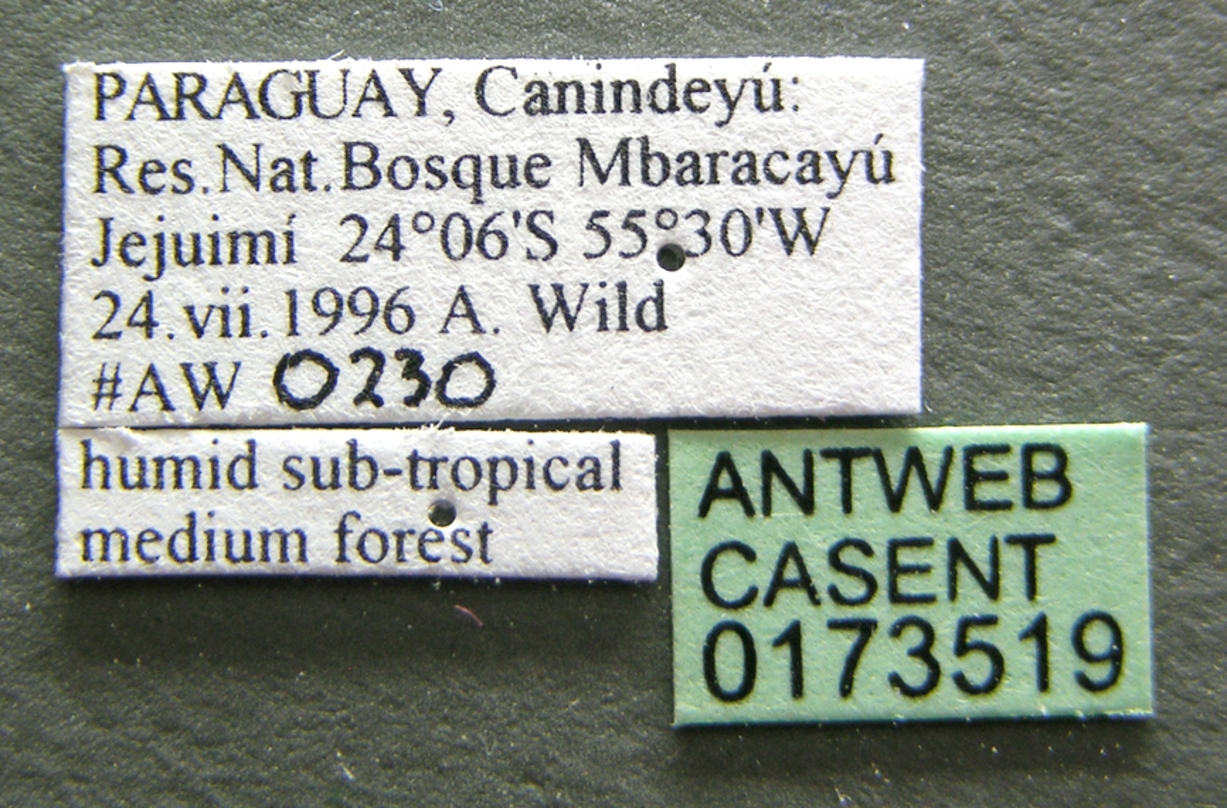
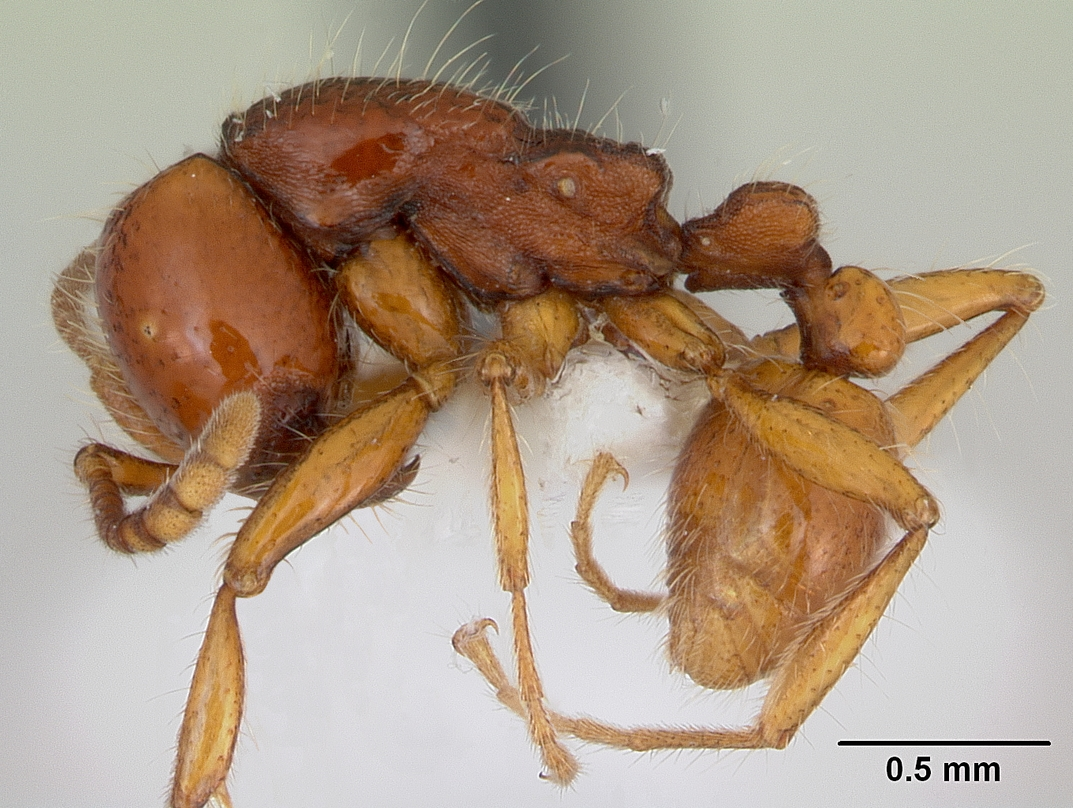
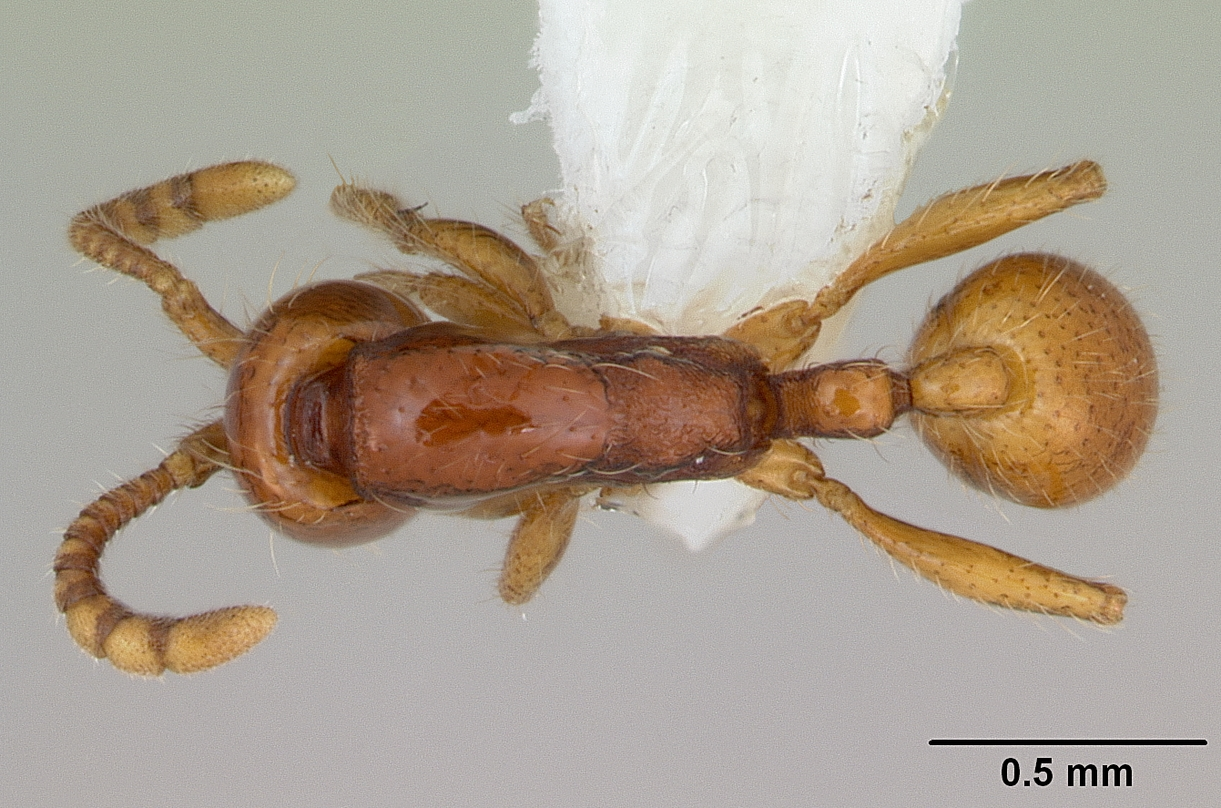
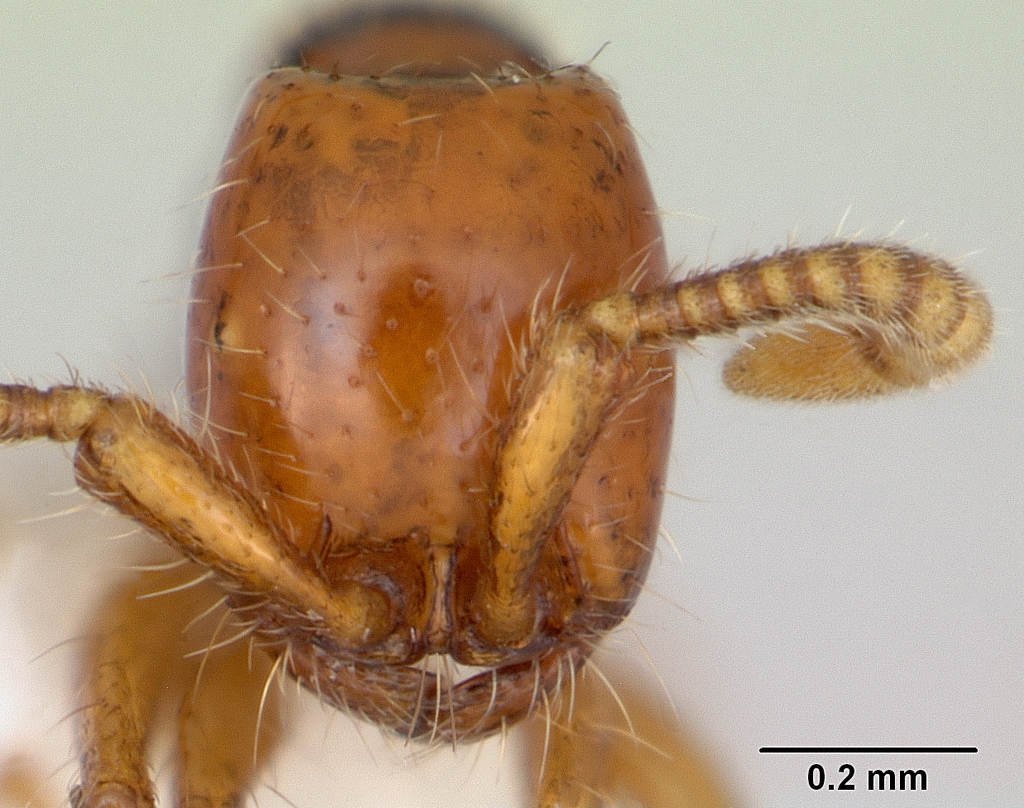